# Stan Dewulf
Stan Dewulf (* 20. Dezember 1997 in Stavele) ist ein belgischer Radrennfahrer.

## Sportlicher Werdegang
Bei den Junioren gewann Dewulf 2014 die Gesamtwertung des Etappenrennens Keizer der Juniores und 2015 die Silbermedaille bei den UEC-Straßen-Europameisterschaften. Nach dem Wechsel in die U23 wurde er zur Saison 2016 Mitglied im Nachwuchsteam Lotto-Soudal U23. Für das Team konnte er 2018 eine Reihe von Erfolgen einfahren, unter anderem den Sieg beim U23-Rennen von Paris–Roubaix.
Nachdem er 2018 bereits als Stagaire fuhr,  wurde Dewulf zur Saison 2019 festes Mitglied im UCI WorldTeam von Lotto Soudal. Mit der Vuelta a España 2020 nahm er erstmals an einer Grand Tour teil und beendete diese auf Platz 70 der Gesamtwertung. Nach zwei Jahren ohne zählbare Erfolge wechselte er zur Saison 2021 zum AG2R Citroën Team, für das er 2021 erneut an der Vuelta a España teilnahm. In seinem letzten Rennen der Saison erzielte er mit dem Gewinn von Boucles de l’Aulne den ersten Erfolg als Rad-Profi. 2022 gewann er in Belgien den Sint-Elooisprijs, 2023 und 2024 blieb er ohne zählbaren Erfolg.

## Erfolge
2014
- Gesamtwertung Keizer der Juniores

2015
- Europameisterschaften – Straßenrennen (Junioren)

2018
- Paris-Roubaix espoirs
- Mannschaftszeitfahren und Nachwuchswertung Okolo Jižních Čech
- Nachwuchswertung Tour de Bretagne Cycliste
- zwei Etappen Triptyque des Monts et Châteaux

2021
- Boucles de l’Aulne

## Grand-Tour-Platzierungen
| Grand Tour            | 2020 | 2021 | 2022 | 2023 | 2024 |
| --------------------- | ---- | ---- | ---- | ---- | ---- |
| Giro d’ItaliaGiro     | –    | –    | –    | –    | –    |
| Tour de FranceTour    | –    | –    | 64   | 81   | –    |
| Vuelta a EspañaVuelta | 70   | 65   | –    | –    | –    |